# Skip Jensen
 (mars 2013).
Si vous disposez d'ouvrages ou d'articles de référence ou si vous connaissez des sites web de qualité traitant du thème abordé ici, merci de compléter l'article en donnant les références utiles à sa vérifiabilité et en les liant à la section « Notes et références ».
Serge Gendron, né le 19 février 1967 à Lachine (Montréal), connu sous le pseudonyme de Skip Jensen, est un auteur-compositeur-interprète canadien. Il est connu aussi pour ses illustrations, ses dessins et ses bandes dessinées.

## Biographie
Il a commencé sa carrière musicale en 1996 au sein du groupe de rock’n’roll garage, Scat Rag Boosters. Cette formation a existé jusqu’en 2004. Le groupe a à son actif une dizaine de single, des chansons sur des compilations et un album officiel.
Il a joué aussi dans Stack O’Lees, The Wrong Doers et comme batteur dans la formation, Demon's Claws (de 2004 à 2007).
Skip Jensen a commencé une carrière solo en 2000 comme homme-orchestre avec la publication de quelques singles sur des labels européens. Les premières années, le nom complet était, Skip Jensen & His Shakin' Feet.
Son premier album solo, Abscond, est paru en 2005.
En 2011 parait son deuxième album, The Spirit of the Ghost. Cet album a été mixé par Orson Presence qui fut jadis membre de la formation de rock anglais, The Monochrome Set. Skip Jensen a effectué des tournées au Canada, aux États-Unis, en Europe et en Chine.
Sa première bande dessinée de six pages est parue en 2012 dans le numéro 7 de revue Trip. Cette bande dessinée raconte la triste histoire de l'incendie en 1972 du Blue Bird Café.
Il a contribué en 2009 à la bande dessinée, Justine, d'Iris.
Ses pochettes de disques sont souvent l'œuvre de l'artiste-peintre Marc Leduc.

## Discographie

### Skip Jensen
Albums
- Abscond, LP, Nitro, Belgique, 2005, NITRO 028
- Abscond, CD, Deltapop, États-Unis, 2005, DPM 005
- The Spirit Of The Ghost, Red Lounge Records, Allemagne, 2011

45/EP
- On The Right Side, Yakisakana Records, France, 2003, SAZAE 010
- Evil Weirdos, Yakisakana Records, France, 2003, SAZAE 012
- split/single, Solid Sex Lovie Doll Records, Italie, 2003, SSLD 011
- Mountain, Deltapop, États-Unis 2004, DPM 002
- Honey Child, La-Ti Da Records, Canada, 2006, LTDR 002
- Out On The Horizon, Perpetrators Records, Nouvelle-Zélande, 2007, PERP 19
- Alone & Forsaken, Goodbye Boozy Records, Italie, 2008, GB 39
- All I want, Bug house Records, États-Unis, 2008, BG-004
- Lonesome Moon, GhostHighway Recordings, Espagne, 2010
- Building Down/Evil Weirdos, Stencil Trash Records[14], Allemagne, 2014

Compilations
- Attack of the One Man, Bands, Rocknroll Purgatory, États-Unis, 2007, RRP 020
- Compilation du Salon, Musique Indépendante, Montréal, SMIM Records, Canada, 2007

### Scat Rag Boosters
Albums
- Scat Rag Boosters, LP, Yakisakana Records, France, 2004, KUJIRA 001
- Scat Rag Boosters, CD, Deltapop, États-Unis, 2005, DPM 004

45/EP
- Slickat, Flying bomb Records, États-Unis, 2000, FLB-113
- split/single, Goodbye Boozy Records, Italie, 2000, GB 06
- The Violent Climax, Arse’Plot Recordings, France, 2000, SMG 001
- I'm Coming On, Yakisakana Records, France, 2001, SAZAE 004
- I Mean It, Goodbye Boozy Records, Italie, 2002, GB 09
- Sidetracked, Zaxxon Records, Canada, 2002, ZVA 5
- Boogie Man, Kryptonite Records, États-Unis, 2003, KR-008
- Leavin' Town, Solid Sex Lovie Doll Records, Italie, 2003, SSLD 010
- Charlie's Dirtroad, Goodbye Boozy Records, Italie, 2004, GB 16

Compilations
- Nothing Beats A Royal Flush, Roto-Flex Records, Canada, 1997,
- Blow The Fuse Pot-Pourri De Quality, Blow The Fuse Records, Canada, 1997, BTFCD 002
- A Harem Of Hits, CD, Sultan Records, Canada, 1999, SLTN CD 001
- Greaseball Melodrama, Gearhead Records, États-Unis 2003, RPM 047
- The Sympathetic Sounds Of Montréal, CD, Sympathy for the Record Industry, États-Unis, 2005, SFTRI 686

### Stack O’Lees
45/EP
- Change My Plan, Big Black Hole Records, Espagne, 2004, Hole 002

Compilations
- The Sympathetic Sounds Of Montréal, CD, Sympathy for the Record Industry, États-Unis, 2005, SFTRI 686

### The Demon’s Claws
Albums
- Demon's Claws, LP, P-Trash Records, Allemagne, 2005, FULL TRASH 003
- Demon's Claws, CD, Dead Canary Records, États-Unis, 2005, DCR 004
- Satan's Little Pet Pig, In The Red Records, États-Unis, 2007, ITR 139

45/EP
- Demon's Claws, P-Trash Records, Allemagne, 2005, P.TRASH 09
- Tomcat, Perpetrators Records, Nouvelle-Zélande, 2005, PERP 6

Compilations
- Gravy Presents Get it! Smash it!, vol. 1
- Lost In The Desert, Demos and Outakes, Telephone Explosion, Canada, 2009, TER010

## Bande dessinée
- Un client habituel, Montréal, 2016  (ISBN 978-1-928087-11-3)
- La Béringie, Magazine Trip no 9, Montréal, 2016  (ISBN 978-1-928087-09-0)
- Lachine Beach, Montréal, 2015  (ISBN 978-1-928087-04-5)
- Lachine Beach, 18 premières pages, Magazine Trip no 8, Montréal, 2014  (ISBN 978-1-928087-00-7)
- Blue Bird, Magazine Trip no 7, Montréal, 2012  (ISBN 978-0-9864712-9-2)

## Illustrations
- Out On The Horizon, Perpetrators Records, Nouvelle-Zélande, 2007, PERP 19
- Justine, Iris, La Pastèque, Montréal, 2011  (ISBN 978-2-922585-95-7)
- The Spirit of The Ghost, Red Lounge Records, Allemagne, 2011